# Fujiwara no Uona
Fujiwara no Uona (藤原 魚名 721 - 27 de agosto de 783?) fue un kugyō (cortesano japonés de alta jerarquía) que vivió durante la era Nara y fue miembro del clan Fujiwara (rama Hokke). Fue el quinto hijo de Fujiwara no Fusasaki.

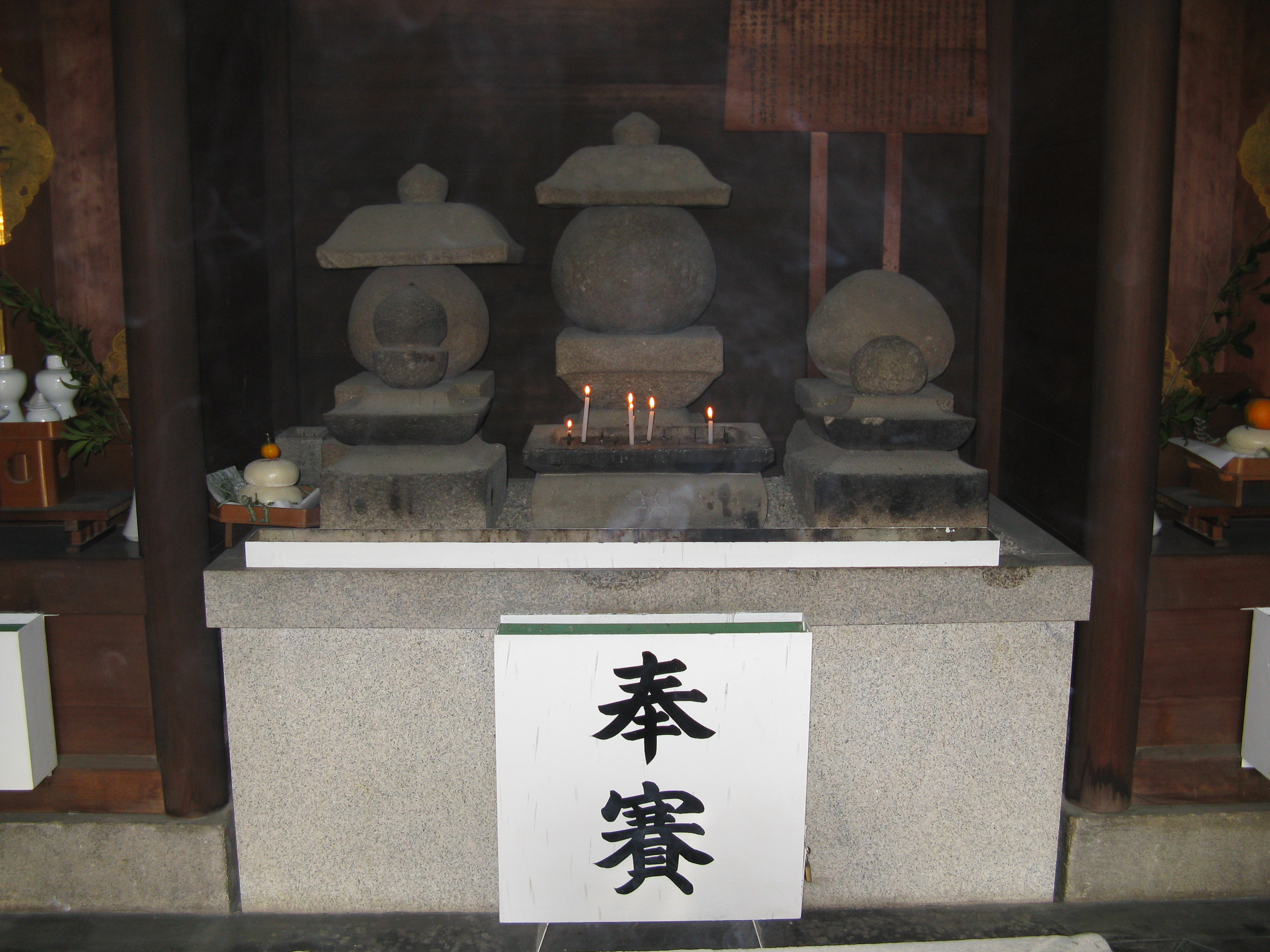
Tumba de Fujiwara no Uona en el santuario Hattori-tenjin-gū.

En 748 ingresa a la corte imperial con el rango de jugoi inferior, y en 757 sube a jugoi superior. En 758 fue nombrado gobernador de la provincia de Bitchū y en 759 fue ascendido al rango shōgoi y nombrado gobernador de la provincia de Kazusa. Hacia el 761 ascendió al rango jushii, en 764 es nombrado ministro del Kunai-shō (Ministro de la Casa Imperial), y en 765 asciende primero al rango de shōshii y luego a jusanmi, en donde se convertiría en kugyō. En 768 asumió el cargo de sangi (consejero) y Ōkura-shō (Ministro de Finanzas).
En 770, cuando la Emperatriz Kōken contrajo mortalmente la viruela, Uona junto con Fujiwara no Nagate, Fujiwara no Yoshitsugu y Fujiwara no Momokawa, convencieron a la emperatriz de que debía abdicar a favor del Príncipe Imperial Shirakabe (futuro Emperador Kōnin) y no al monje budista Dokyo, quien había recibido bastante poder político gracias a la devoción budista de la moribunda emperatriz.
Al ascender el Emperador Kōnin, Uona fue nombrado gobernador de la provincia de Tajima y ascendió al rango shōsanmi. En 771 fue nombrado dainagon y en 774 fue nombrado ministro del Nakatsukasa-shō (Ministro del Centro) y como konoe no daishō.
En 777 fue ascendido al rango junii y nombrado dazai no sochi (oficial jefe del dazaifu), en 778 es nombrado naijin y en 779 como naidaijin. 
Habiendo muerto el Emperador Kōnin y ascendido el Emperador Kanmu en 781, Uona es ascendido directamente como sadaijin sin renunciar al cargo de dazai no sochi. Sin embargo, en 782 debido al incidente de Higaminokawatsugu, un intento fallido de revuelta civil, se señaló de manera colectiva a varios cortesanos de ser conspiradores, incluyendo a Uona y tres de sus hijos. Esto provocó la renuncia de Uona como sadaijin y fue degradado en el dazaifu. Durante su regreso a la capital en 783, Uona se enfermó y luego falleció. 
Posterior a su muerte, el Emperador Kanmu ordenó un rescripto que absolvía de manera póstuma a Uona sobre el incidente, y le restituyó el cargo de sadaijin.
Fujiwara no Uona tuvo cinco hijos: Takatori, Washitori, Sueshige, Fujinari y Fujiwara no Mawashi. De la descendencia de Uona surgieron numerosos apellidos japoneses como Kondō, Shindō, Mutō, Bitō, Satō, Gotō, Katō, Saitō, Hayashi, Togashi, Takeda, Kawai, Inazu, Yuuki, Matsuda, Sano y Hatano.
Sus restos se encuentran actualmente en el santuario Hattori-tenjin-gū, en la ciudad de Toyonaka, prefectura de Osaka.